# Henry Youle Hind
Henry Youle Hind, né le 1er juin 1823 à Nottingham en Angleterre et mort le 8 août 1908 à Windsor, est un géologue et un explorateur canadien. 

## Biographie
Il est le troisième fils de Thomas Hind et de Sarah Youle. Son père est un manufacturier de dentelle.
Il immigre à Toronto en Ontario, en 1846. Il enseigne la chimie et la géologie à l'université de Trinity College à Toronto.

## Explorations
Il mène une expédition pour explorer les prairies canadiennes en 1857 et 1858. En 1857, la Red River Exploring Expedition permet l'exploration des vallées de la rivière Rouge et celle de la Rivière Assiniboine, et en 1858, l'Assiniboine and Saskatchewan Exploring Expedition permet l'exploration des vallées de l'Assiniboine, de la rivière Souris, de la rivière Qu'Appelle et celle de la rivière Saskatchewan Sud. Les expéditions sont décrites dans ses rapports Narrative of the Canadian Red River Exploring Expedition of 1857 and Reports of Progress on the Assiniboine and Saskatchewan Exploring Expedition.
Il épouse le 7 février 1850 Katharine Cameron à York Mills (en) à Toronto.

## Publications
- Avec John Palliser, Scientific Surveying, [lire en ligne]
- Scientific Expeditions, [lire en ligne]
- Essay on the insects and diseases injurious to the wheat crops, 1857.